# Prokles (Sparta)
Prokles (altgriechisch Προκλῆς Proklḗs) oder Patrokles (altgriechisch Πατροκλῆς Patroklḗs), Sohn des Aristodemos und der Argeia, war ein mythischer König des antiken Sparta, der etwa im 11. Jahrhundert v. Chr. gelebt haben soll. Die antiken Überlieferungen über Prokles werden von der Forschung als spätere Geschichtskonstruktion angesehen. Er ist der Stammvater des Königshauses der Prokliden, das später nach seinem Sohn oder Enkel in Eurypontiden umbenannt wurde. Gemeinsam mit seinem Zwillingsbruder Eurysthenes gilt er als Begründer des Doppelkönigtums in Sparta.

## Überlieferung
Aristodemos zeugte mit seiner Frau Argeia die Zwillinge Eurysthenes und Prokles. Nach einer Version der Geschichte wurden sie noch vor der Eroberung des Peloponnes durch die Herakliden geboren. Nach der Bibliotheke des Apollodor soll er nachdem Temenos in Naupaktos die Schiffe für die Invasion fertiggestellt hatte vom Blitz erschlagen worden sein. Pausanias sagte, dass er entweder von Apollon in Delphi getötet wurde, weil er bezüglich der Eroberung Herakles, dem er begegnet war, vertraute, anstatt das Orakel in Delphi zu befragen oder er wurde von Medon und Strophios, den Söhnen des Pylades ermordet. Eurysthenes und Prokles nahmen nach der Eroberung an der Verlosung der Königreiche teil und erlangten schließlich Sparta. Beim gemeinsamen Opfer opferten sie an dem Altar, der ein Drachen-Symbol trug, da die Stadt andere Städte militärisch dominieren werde. Eine andere Version erzählt, dass Aristodemos zusammen mit den anderen Herakliden den Peloponnes eroberten und durchs Los Sparta erhielt. Hier wurden seine beiden Söhne geboren, doch schon bald nach der Geburt verstarb er.
Man entschied, dass der ältere der Zwillinge König werden solle und fragte Argeia, welcher der ältere der beiden sei. Da sie diese Frage jedoch nicht beantworten konnte befragte man das Orakel von Delphi. Die Antwort lautete, dass sie beide gemeinsam als Könige herrschen sollten, jedoch sollte der ältere der mächtigere König sein. Um letztlich zu entscheiden, wer der ältere war, schlug der Messenier Panites vor, man solle heimlich die Mutter beobachten, ob sie eines der Kinder beim Waschen und Füttern bevorzuge. So wurde ermittelt, dass Eurysthenes der ältere ist. Die Macht wurde auf beide verteilt, doch galten Eurysthenes und seine Nachkommen, die sogenannten Agiaden, als die mächtigeren. Hiernach waren die beiden Brüder für immer verfeindet.
Bis zu ihrer Volljährigkeit regierte ihr Vormund Theras, der Bruder ihrer Mutter, für sie. Sie wurden auf Staatskosten erzogen, wobei Eurysthenes bevorzugt wurde. Als sie alt genug waren, übergab er die Regierungsgeschäfte in ihre Hände. Theras wurde von den Königen mit Siedlern nach Kalliste gesandt, wo er die Kolonie Thera gründete. Nach einer anderen Version ging er freiwillig nach Kalliste, da er nachdem er selbst regiert hatte es nicht ertragen konnte sich unterzuordnen. Die Koloniegründung des Theras soll das einzige gewesen, das beide Könige gemeinsam unterstützten. Auch Gras wurde entsendet, um die Kolonie Aiolis zwischen Ionien und Mysien zu gründen.
Beide schufen nach Erreichen der Volljährigkeit laut Hellanikos die spartanische Verfassung. Die umwohnenden Einwohner hatten die gleichen Rechte und konnten auch Staatsämter begleiten Strabon hingegen berichtet unter Berufung auf Ephoros, dass sie Lakonien in sechs Teile aufteilten und das Land mit Städten bebauten. Amyklai erhielt Philonomus, da er die Achaier davon überzeugen konnte nach Achaia oder Ionien auszuwandern und das Land an die Dorer übergab. In Sparta bauten sie ihren eigenen Sitz. Las wurde die Hafenstadt, Aegys der Truppenstützpunkt, da es nah zu den Grenzen lag und in Pharis wurde der Staatsschatz gelagert, weil es gut zu verteidigen war.
Prokles wird in den älteren Quellen von Herodot und Strabon Vater des Eurypon, in den jüngeren Vater des Soos genannt. Laut Eusebius von Caesarea, der Diodor als seine Quelle angibt, folgt auf Prokles Prytanis. Man vermutet jedoch, dass hier eine Lücke im Text ist und man sowohl Soos und Eurypon ergänzen muss. Als Regierungszeit werden ihm 41 Jahre zugeordneten, ein Jahr weniger als seinem Bruder. Nach Strabon galt Prokles, weil er Lakedaimon erobert hatte, als Eindringling und erst Eurypon wurde als rechtmäßiger Herrscher anerkannt. Auch Herodot erklärte, dass er kein König von Sparta war.

## Historizität
Wann die Herrschaft der Herakliden in Sparta begann wird von den antiken Autoren verschieden angegeben. Nach Hieronymus war dies zum Beispiel 76 Jahre nach dem Fall Trojas, nach Eusebius von Caesarea 80 Jahre und nach Georgios Synkellos 125 Jahre. Isokrates gibt an, dass die Königsherrschaft bis zur Schlacht bei Leuktra im Jahre 371 v. Chr. etwa 700 Jahre bestanden hatte. Anhand diesen Angaben hätte die Herrschaft im 12. oder 11. Jahrhundert v. Chr. begonnen. Im Gegensatz dazu wurden die ältesten Tonscherben, die man im Heiligtum der Artemis Orthia fand aus der frühgeometrischen Zeit ans Ende des 10. Jahrhunderts v. Chr. datiert. Nach heutiger Ansicht waren die Dorer auch keine fremden Einwanderer, sondern stammten von der mykenischen Unterschicht. Man nimmt an, dass man, um die niedere Abkunft zu verschleiern, die Dorische Wanderung und die Genealogie von Eurysthenes und Prokles erfand.